# Atmetochilus
Genre
Atmetochilus est un genre d'araignées mygalomorphes de la famille des Bemmeridae.

## Distribution
Les espèces de ce genre se rencontre en Indonésie, en Birmanie et en Thaïlande.

## Liste des espèces
Selon World Spider Catalog (version 21.5, 18/08/2020) :
- Atmetochilus atriceps Pocock, 1900
- Atmetochilus fossor Simon, 1887
- Atmetochilus koponeni Zonstein & Marusik, 2016
- Atmetochilus lehtineni Zonstein & Marusik, 2016
- Atmetochilus songsangchotei Kunsete & Warrit, 2020
- Atmetochilus sumatranus Zonstein & Marusik, 2016

## Publication originale
- Simon, 1887 : « Étude sur les arachnides de l'Asie méridionale faisant partie des collections de l'Indian Museum (Calcutta). I. Arachnides reculeeis à Tavoy (Tenasserim) par Moti Ram. » The Journal of the Asiatic Society of Bengal, vol. 56, p. 101-117 (texte intégral).